# 사이쓰촌 (도쿠시마현)
사이쓰촌(斎津村)은 도쿠시마현 묘도군에 설치되었던 촌이다. 현재의 도쿠시마시에 해당한다.

## 역사
- 1889년 10월 1일 - 정촌제 시행에 수반해 묘도군 사이쓰촌이 성립하였다.
- 1926년 4월 1일 - 도쿠시마시에 편입해 소멸하였다.

## 참고문헌
- 『市町村名変遷辞典』東京堂出版、1990年。